# Magda von Dulong

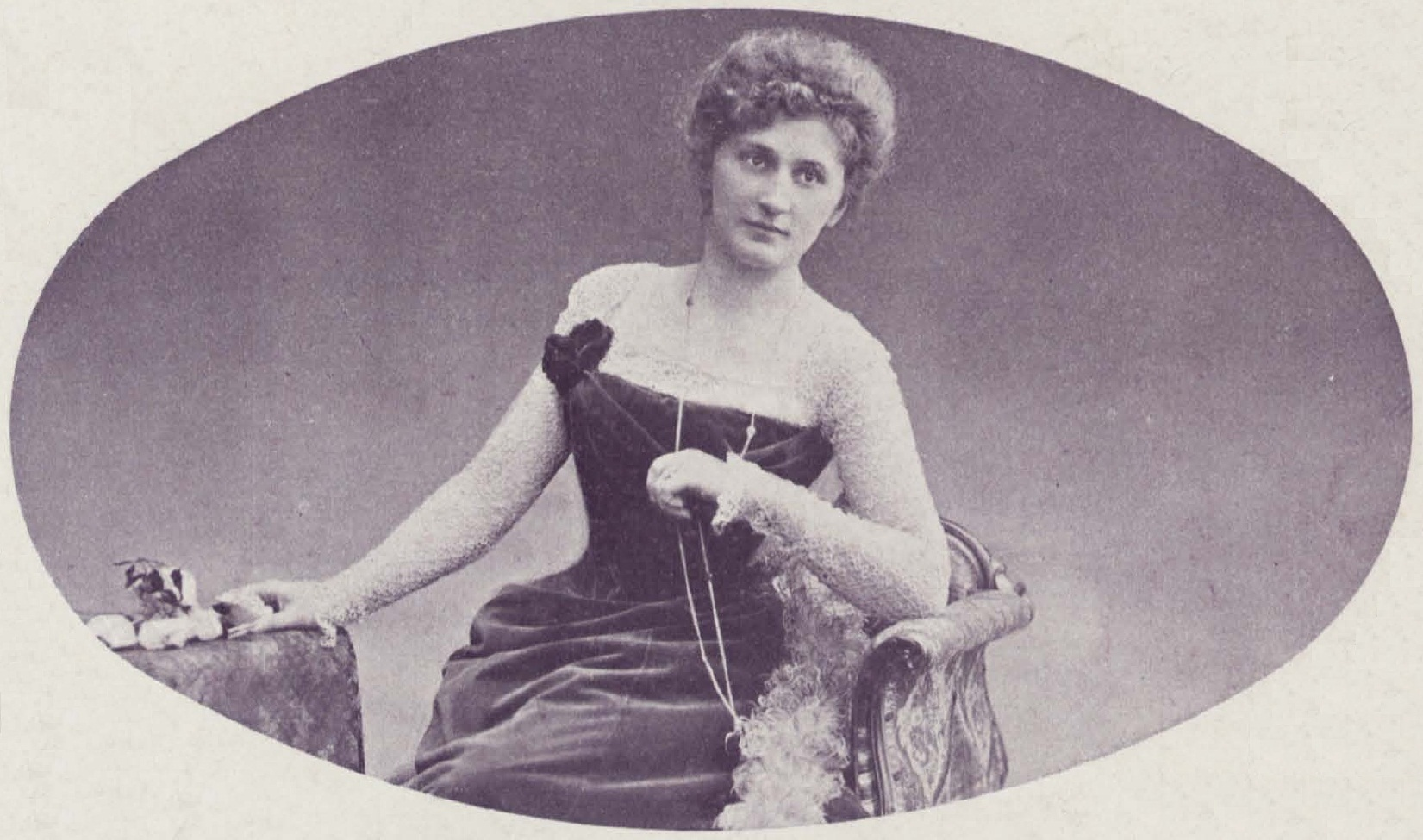
Magda von Dulong. Foto von 1899.

Magda von Dulong, eigentlich Meta von Dülong, geborene Meta Zahn, Pseudonym Magda Lossen (* 29. Februar 1872 in Giebichenstein; † 13. Mai 1950 in Starnberg, Oberbayern), war eine deutsche Konzertsängerin (Mezzosopran/Alt).

## Leben
Sie war die Tochter des Pfarrers D. Adolph Zahn und der Pauline von der Heydt aus Elberfeld. Dülong war Schülerin von Anton Hromoda, Amalie Joachim und Elka Gerster. Ihr Debüt gab sie im Jahr 1895 unter dem Künstlernamen Magda Lossen.
Ein Jahr später heiratete sie am 8. August 1896 in Stuttgart den Tenor und späteren Professor und Gesangsmeister Franz Henri von Dülong (* 26. Februar 1861 in Hamm, Westfalen; † 13. April 1944 in Garmisch-Partenkirchen), vormals Gutsherr auf Harrersberg, Landkreis Züllichau. Aus dieser Ehe stammen die beiden Zwillingsschwestern Ingeborg (1897–1935) und Irmela von Dülong (1897–1985), Schauspielerin und Rezitatorin. Seit der Eheschließung trat Meta von Dülong unter dem Namen Magda von Dulong auf. Schon vor dem Jahr 1907 wurde sie wieder geschieden und heiratete in zweiter Ehe den Unternehmer und Schriftsteller Robert Friedlaender-Prechtl.
Dülong verdankte ihre Karriere in Deutschland und England vor allem den Auftritten als Konzert- und Liedsängerin sowie den gemeinsamen Auftritten mit ihrem ersten Ehemann Henri. Beide zusammen galten als die virtuosesten Duettsänger ihrer Zeit. Nach Ausbruch des Ersten Weltkriegs lag ihr Arbeitsschwerpunkt im pädagogischen Bereich.
Ein Kritiker nahm sie einmal als Beispiel für schlechte Sänger, die „oft in Theatralik schwelgten“, da sie „bei Stellen von starkem Empfindungsreiz hinsterbend die Augen schließt und durch krampfhaftes Falten der Hände Zeugnis ablegt von der Gewalt ihrer inneren Bewegung“.